# Bârsa (okręg Sălaj)
Bârsa – wieś w Rumunii, w okręgu Sălaj, w gminie Someș-Odorhei. W 2011 roku liczyła 134 mieszkańców.